# Maurilio Frigerio
Maurilio Frigerio (Milano, 9 gennaio 1944) è un politico italiano.
Docente di filosofia e storia presso il Liceo scientifico "Elio Vittorini" di Milano, autore di Invito al pensiero di Bruno, Mursia, Milano, 1991.
Massone, secondo un elenco dei massoni d'Italia pubblicato dal sito di informazione Azione Tradizionale.